# 三瓶数馬
三瓶 数馬（さんぺい かずま、1995年1月20日 - ）は、日本のプロボクサー。埼玉県草加市出身。初代日本スーパーフェザー級ユース王者。協栄ボクシングジム→花形ボクシングジム→協栄新宿ボクシングジム→角海老宝石ボクシングジム所属。
現在は引退し、理学療法の養成校にてワイワイ仲良く勉強中です。

## 来歴
小学生の頃から空手をやっていたが、中学卒業のタイミングでチャンピオンと明確な結果が出るもので勝負したいと思い、ボクシングを始める。当時所属の渡部あきのりに憧れたことから協栄ボクシングジムに入門。
2012年7月8日に横浜文化体育館で清水海至とスーパーフェザー級4回戦を戦い、4回3-0（39-35、40-35、40-35）の判定勝ちを収めデビュー戦を白星で飾った。
2013年東日本スーパーフェザー級新人王として、西軍代表藤本翔平を相手に2R1分22秒KO勝ちを収めて全日本新人王と技能賞を獲得した。
2014年6月24日に後楽園ホールで濱名潤とスーパーフェザー級8回戦を戦い、8回3-0（78-77×2、77-75）の判定勝ちを収めた。なおこの試合で東日本ボクシング協会から2014年6月度月間賞新鋭賞を受賞した。
しかし同年10月15日に後楽園ホールでさくら淳とスーパーフェザー級8回戦を戦って1回1分28秒TKO負けで初黒星を喫し、続く末吉大戦もTKO負けを喫した。
2015年9月17日に後楽園ホールで行われた「DANGAN139」で高畑里望とスーパーフェザー級8回戦を戦い、8回2-0（77-76×2、77-77）の判定勝ちを収め連敗ストップした。
その後2連敗を喫したが、2017年8月22日に後楽園ホールで行われた日本ユース初代王座決定トーナメントスーパーフェザー級部門決勝で石井龍誠と戦い、8回2-0（78-75、77-76、76-76）の判定勝ちを収め、日本スーパーフェザー級ユース王座の初代王者となった。同年11月22日に後楽園ホールで行われた「協栄復活祭vol.1」のメインイベントで石井龍輝と日本ユーススーパーフェザー級タイトルマッチを行い、5回2分55秒TKO勝ちを収め日本ユース王座初防衛に成功した。
そして5か月ぶりの試合は判定勝ちを収め、2018年7月30日に後楽園ホールで行われた「協栄会2」のメインイベントで木村吉光と日本ユーススーパーフェザー級タイトルマッチを行い、5回1分29秒TKO負けを喫して日本ユース王座2度目の防衛に失敗した。同年12月12日に後楽園ホールで行われた「ザ・グレイテストボクシング」で粟田祐之とスーパーフェザー級8回戦を戦い、7回0分17秒TKO勝ちを収め再起戦を勝利で飾った。
その後、所属していた協栄ジムが休会したことにより、花形ボクシングジムへ移籍した。2020年2月13日の試合で移籍後初勝利。協栄新宿ジムに移籍後の同年8月13日
に後楽園ホールで行われた「ダイヤモンドグローブ」で長谷川慎之介とスーパーフェザー級8回戦を戦い、6回負傷判定負け。
2021年6月12日、後楽園ホールで日本スーパーフェザー級18位の宮本知彰と対戦し、6回1分30秒TKO勝ちを収めた。
2021年10月30日、後楽園ホールで元WBOアジアパシフィックスーパーフェザー級王者で日本同級5位の渡邉卓也と対戦するも、2回2分57秒TKO負けを喫した。
2022年4月7日付きで角海老宝石ボクシングジムに移籍。
2022年6月14日、後楽園ホールで保坂剛と対戦するも、4回2分11秒TKO負けを喫した。
2024年4月　第二学年に進級
2025年4月　第三学年に進級

## 獲得タイトル
- 全日本スーパーフェザー新人王
- 初代日本スーパーフェザー級ユース王座（防衛1）

## 戦績
- プロ - 28戦20勝8敗0分（9KO）

| 戦           | 日付           | 勝敗 | 時間    | 内容     | 対戦相手                                 | 国籍 | 備考                                         |
| ------------ | -------------- | ---- | ------- | -------- | ---------------------------------------- | ---- | -------------------------------------------- |
| 1            | 2012年7月8日   | 勝利 | 4R      | 判定3-0  | 清水海至(角海老宝石)                     | 日本 | プロデビュー戦                               |
| 2            | 2012年11月12日 | 勝利 | 4R      | 判定2-0  | 高橋那央（白井・具志堅）                 | 日本 |                                              |
| 3            | 2013年1月29日  | 勝利 | 4R 0:30 | TKO      | 頴川裕（RK蒲田）                         | 日本 |                                              |
| 4            | 2013年4月11日  | 勝利 | 4R      | 判定3-0  | 吉野史紘(ピューマ渡久地)                 | 日本 |                                              |
| 5            | 2013年6月14日  | 勝利 | 4R      | 判定3-0  | 日下正義（セレス）                       | 日本 |                                              |
| 6            | 2013年8月6日   | 勝利 | 4R 0:25 | KO       | 西村直哉(新日本木村)                     | 日本 |                                              |
| 7            | 2013年9月26日  | 勝利 | 4R      | 判定3-0  | 荒木貴裕 (極東)                          | 日本 |                                              |
| 8            | 2013年11月3日  | 勝利 | 5R      | 判定3-0  | 松本芳道(大橋)                           | 日本 | 2013年度東日本スーパーフェザー級新人王決勝戦 |
| 9            | 2013年12月22日 | 勝利 | 2R 1:22 | KO       | 藤本翔平(中日)                           | 日本 | 2013年度全日本スーパーフェザー級新人王決勝戦 |
| 10           | 2014年3月24日  | 勝利 | 3R 2:14 | KO       | アナンタチャイ・ソーポーロークルンテープ | タイ |                                              |
| 11           | 2014年6月24日  | 勝利 | 8R      | 判定3-0  | 濱名潤（帝拳）                           | 日本 |                                              |
| 12           | 2014年10月15日 | 敗北 | 1R 1:28 | TKO      | さくら淳（横浜さくら）                   | 日本 |                                              |
| 13           | 2015年2月27日  | 敗北 | 7R 0:37 | TKO      | 末吉大（帝拳）                           | 日本 |                                              |
| 14           | 2015年9月17日  | 勝利 | 8R      | 判定2-0  | 高畑里望（ドリーム）                     | 日本 |                                              |
| 15           | 2016年2月23日  | 敗北 | 8R      | 判定1-2  | 粕谷雄一郎（石川ジム立川）               | 日本 |                                              |
| 16           | 2016年10月25日 | 敗北 | 8R 1:39 | KO       | 末吉大（帝拳）                           | 日本 |                                              |
| 17           | 2017年8月22日  | 勝利 | 8R      | 判定2-0  | 石井龍誠（伴流）                         | 日本 | 日本スーパーフェザー級ユース王座決定戦       |
| 18           | 2017年11月22日 | 勝利 | 5R 2:55 | TKO      | 石井龍輝（船橋ドラゴン）                 | 日本 | 日本ユース王座防衛1                          |
| 19           | 2018年4月10日  | 勝利 | 6R 1:23 | TKO      | 岩原慶（本多）                           | 日本 |                                              |
| 20           | 2018年7月30日  | 敗北 | 5R 1:29 | TKO      | 木村吉光（白井・具志堅）                 | 日本 | 日本ユース王座陥落                           |
| 21           | 2018年12月12日 | 勝利 | 7R 0:17 | TKO      | 粟田祐之（KG大和）                       | 日本 | 再起戦                                       |
| 22           | 2019年4月12日  | 勝利 | 8R      | 判定2-0  | 大坪タツヤ（T&T）                        | 日本 |                                              |
| 23           | 2019年9月17日  | 勝利 | 8R      | 判定2-1  | 清田亨（大橋）                           | 日本 |                                              |
| 24           | 2020年2月13日  | 勝利 | 5R 1:35 | TKO      | それいけ太一（湘南山神）                 | 日本 |                                              |
| 25           | 2020年8月13日  | 敗北 | 6R      | 負傷判定 | 長谷川慎之介（ワールドS）                | 日本 |                                              |
| 26           | 2021年6月11日  | 勝利 | 6R 1:30 | TKO      | 宮本知彰（一力）                         | 日本 |                                              |
| 27           | 2021年10月30日 | 敗北 | 2R 2:57 | TKO      | 渡邉卓也（DANGAN AOKI）                  | 日本 |                                              |
| 28           | 2022年6月14日  | 敗北 | 4R 2:11 | TKO      | 保坂剛（三迫）                           | 日本 |                                              |
| テンプレート |                |      |         |          |                                          |      |                                              |